# Claude Jarman Jr.
Claude Jarman Jr. (ur. 27 września 1934 w Nashville, zm. 12 stycznia 2025 w Kentfield) – amerykański aktor dziecięcy i przedsiębiorca. Były dyrektor wykonawczy Międzynarodowego Festiwalu Filmowego w San Francisco (1965–1980) oraz dyrektor ds. kultury miasta San Francisco. Laureat specjalnego Oscara (Academy Juvenile Award) dla najwybitniejszego aktora dziecięcego 1946.

## Filmografia
Opracowano na podstawie materiału źródłowego:
- 1946: Roczniak – Jody Baxter
- 1947: High Barbaree(inne języki) – Alec (w wieku 14 lat)
- 1949: Intruz – Chick Mallison
- 1949: Roughshod – Steve Phillips
- 1949: Słońce zawsze wschodzi – Jerry
- 1950: Rio Grande – Jefferson „Jeff” Yorke
- 1950: The Outriders(inne języki) – Roy Gort
- 1951: Inside Straight(inne języki) – Rip MacCool (w wieku 16 lat)
- 1952: Hangman’s Knot(inne języki) – Jamie Groves
- 1953: Fair Wind to Java(inne języki) – Chess
- 1956: Polowanie na lokomotywę – Jacob Parrott
- 1979: Centennial (miniserial) – Earl Grebe (odcinek „The Winds of Death”)[4]